# 셰퍼드 페어리
셰퍼드 페어리(Frank Shepard Fairey, 1970년 2월 15일)은 미국의 길거리 예술가이자 그래픽 디자이너, 활동가, 삽화가이다.

## 같이 보기
- 뱅크시
- 인베이더 아티스트